# シクロブタン
シクロブタン (cyclobutane) は、分子式 C4H8、分子量 56.11 のシクロアルカンである。別名、テトラメチレン (tetramethylene)。融点 −80℃、沸点 13℃、CAS登録番号は 287-23-9。常温で無色の可燃性気体で、エタノール、アセトンに可溶、水に不溶である。

## 構造
構造式では正方形で書かれるシクロブタンであるが、実際には4つの炭素原子は同一平面上に無く、約25°の角度で折れ曲がった構造を取る。そのため炭素骨格の配置はほぼ 80° である。しかし、シクロブタンは曲がった結合を形成することで結合角はほぼ 109°となり、通常のシクロアルカンの結合と同様である。そのためにシクロプロパンとは異なり無置換のシクロブタンは環開裂反応を起こしにくい。
前述のように 1,3-ジブロモプロパンとマロン酸ジエステルとの環化反応をもちいて合成することができる。あるいはシクロプロパン誘導体が光条件下、[2+2] 環状付加反応によって合成される場合もある。